# Colquiri
Colquiri es una pequeña ciudad y un municipio de Bolivia, situada en la provincia de Inquisivi del departamento de La Paz, a 70 km de la ciudad de Oruro. Su principal actividad económica es la extracción de minerales, piedra pizarra en bruto, desbastada o simplemente troceada.

## Historia
La región es considerada desde épocas coloniales como una zona minera, en sus inicios con el descubrimiento de plata y posteriormente de estaño, siendo ahora explotado para la extracción de una serie de minerales.
La mina de Colquiri formó parte de la Corporación Minera de Bolivia. Luego pasó a la Compañía Minera del Sur (COMSUR), empresa del expresidente Gonzalo Sánchez de Lozada, en 2005 se transfirió a la empresa suiza Glencore, que opera en Bolivia con la empresa Sinchi Wayra, que administraba las minas Porco, Bolívar y Colquiri.
Hoy en día la empresa se llama Empresa Minera de Colquiri.
En 2016 se suscitó un enfrentamiento entre comunarios de Colquiri y el municipio de Caracollo, ubicado en el departamento de Oruro, debido a problemas limítrofes entre ambos municipios. Este conflicto concluyó el 23 de enero de ese año con la liberación de un rehén y la reinstalación de mesas de diálogo.

## Geografía
La topografía de la zona es accidentada, con presencia de serranías y quebradas, además de las áreas altiplánicas y de cordillera o montaña.
Su clima es frío, con una temperatura promedio de 13 °C.

## Demografía
De acuerdo con el censo boliviano de 2024, la población del municipio de Colquiri es de 23 456 habitantes.
La población del municipio aumentó en más de un tercio entre 1992 y 2024:
| Año  | Habitantes (municipio) | Fuente |
| ---- | ---------------------- | ------ |
| 1992 | 17.052                 | Censo  |
| 2001 | 18.351                 | Censo  |
| 2012 | 19.748                 | Censo  |
| 2024 | 23.456                 | Censo  |

## Economía
La actividad económica predominante en la región es la agricultura, con la producción de papa en la parte alta y frutas en el sector del valle. La actividad pecuaria se orienta a la cría de ovejas, llamas, alpacas y vacunos de raza criolla, en su mayoría comercializadas en pie. Ambas actividades constituyen las principales fortalezas con las que cuenta el municipio, contando para ello con suelos aptos y un clima propicio para diversificar su producción.
El municipio de Colquiri se encuentra entre los 5 municipios con mayor producción minera en Bolivia, aunque su funcionamiento se ha reducido considerablemente. En la actualidad, hay explotación de zinc y estaño, este último en menor escala.

### Nacionalización
El 20 de junio de 2012, mediante Decreto Supremo 1264 el gobierno dispuso que la Corporación Minera de Bolivia (empresa estatal encargada de la administración de la cadena productiva minera), asuma el control del Centro Minero Colquiri; y por razones de interés público y beneficio social determinó la nacionalización de la maquinaria, insumos y equipos de la Empresa Minera Colquiri, que hasta ese momento administraba el yacimiento.